# Funivia di Mérida
La funivia di Mérida (in castigliano teleférico de Mérida) è la funivia che raggiunge la maggiore quota altimetrica nel mondo intero collegando la città di Merida (1.640 metri s.l.m.) a alla vetta di Pico Espejo (4.765 metri s.l.m.), nel Venezuela occidentale.
L'intero sistema venne inaugurato nel 1960. A partire dal 2008, la funivia è stata chiusa per lavori di ricostruzione eseguiti dal gruppo Doppelmayr. L'impianto completo è stato riaperto il 29 aprile 2016 in fase pre-commerciale, per poi aprire definitivamente al pubblico il 7 ottobre 2016.
La funivia aerea è posseduta dallo Stato Venezuelano ed è sotto la responsabilità del vice-ministro del turismo.

## Storia
Questo traguardo tecnologico emerse da un progetto del gruppo Club Andino Venezolano, costituito nel 1952, che aveva lo scopo di rendere più facile ai turisti e residenti l'ascesa alla Sierra Nevada de Mérida. L'idea era approvata dal governo nazionale, presieduto da Marcos Pérez Jimenez
Nel 1955 iniziarono gli studi topografici che avrebbero permesso di giungere al progetto finale e alla sua immediata costruzione. Nel dicembre 1956 venne tracciata per la prima volta la rotta e la posizione di stazioni e piloni della proposta funivia.
Il sistema di cabine in uso fino al 2008 fu costruito in Francia.

### XXI secolo
Il giorno 11 agosto del 2008 il "Ministerio de Turismo de Venezuela" annuncia la chiusura del servizio di funivia a tempo indeterminato. Dieci giorni dopo, Titina Azuaje, l'allora ministra del turismo, annuncia alla stampa che la chiusura era stata decisa a tempo indefinito, sulla base di un rapporto conclusivo fatto dal gruppo Doppelmayr, che sconsigliava l'esecuzione di ulteriori manutenzioni e riparazioni, dal momento che la funivia aveva raggiunto la fine della sua vita utile.

#### Riapertura nel 2016
Nel settembre 2014, Andrés Izarra, direttore del portafoglio ministeriale per il turismo, ha avviato i test operativi del nuovo sistema di funivie, noto come Mukumbari, con l'obiettivo di renderlo operativo per le operazioni commerciali entro la fine del 2015.

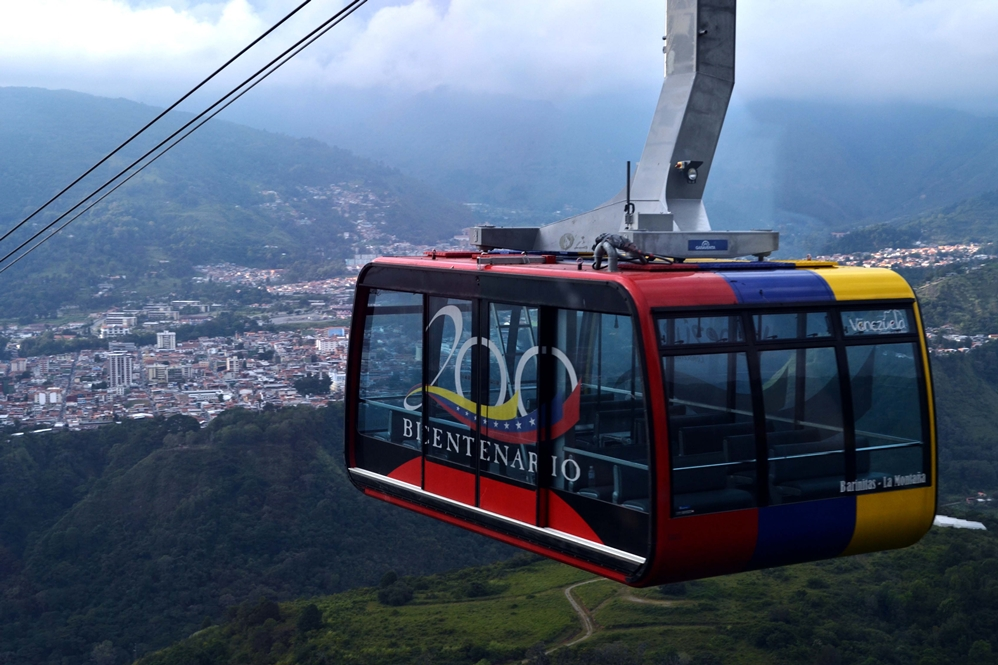
Nuova cabina con capacità di 60 posti

Il 10 aprile 2015, il nuovo sistema è stato inaugurato parzialmente in fase di prova, con oltre 100.000 visitatori registrati in questa fase. Nel giugno dello stesso anno sono stati effettuati controlli presso le cinque stazioni della funivia.
La data di riapertura è stata successivamente posticipata e si è annunciato che le nuove cabine avrebbero potuto ospitare fino a 60 persone oltre all'assistente di cabina, rispetto alle precedenti che potevano trasportare solo un massimo di 40 persone. Il 29 aprile 2016, il sistema è stato aperto in modalità pre-commerciale, riservato a bambini, anziani e persone con disabilità. Infine, il 7 ottobre dello stesso anno, la funivia è stata aperta al pubblico, operativa dal mercoledì alla domenica dalle 08:00 alle 22:00.

#### Chiusura per manutenzione (2020 - 2022)
A metà del 2020, la funivia è stata nuovamente resa inoperativa a causa di lavori di riparazione, con una previsione di due anni per il completamento. Solo alla fine di agosto 2022, le prime due stazioni dell'impianto (Barinitas e La Montaña) furono parzialmente riaperte.
Mentre le prime stazioni erano in funzione, le altre hanno continuato ad essere oggetto di manutenzione per consentire la loro progressiva riapertura. La stazione di La Aguada è stata nuovamente resa operativa nell'ottobre 2022, seguita dalla stazione di Loma Redonda, situata a 4.058 m s.l.m., nel dicembre dello stesso anno, e dalla stazione di Pico Espejo nel gennaio 2023.

## Percorso
La vecchia infrastruttura di Mérida era costituita da quattro sezioni di funivia collegate in serie, che rendevano possibile attraversare una distanza orizzontale pari a 12,5 km e salire di più di 3.000 metri di quota, oltre a superare i numerosi ostacoli (colli, valli e montagne) tra la città di Mérida e il Pico Espejo.
- Stazione Barinitas: si trova a 1.640 m s.l.m. nella parte alta della città di Mérida 8°59′17″N 71°14′16″W.
- Stazione La Montaña: si trova a 2.436 m s.l.m.
- Stazione La Aguada: a 3.452 m s.l.m.
- Stazione Loma Redonda: a 4.045 metri sul livello del mare.
- Stazione Pico Espejo: a 4.765 m s.l.m., appena sottostante al Pico Espejo 8°31′45″N 71°03′49″W.

## Galleria d'immagini

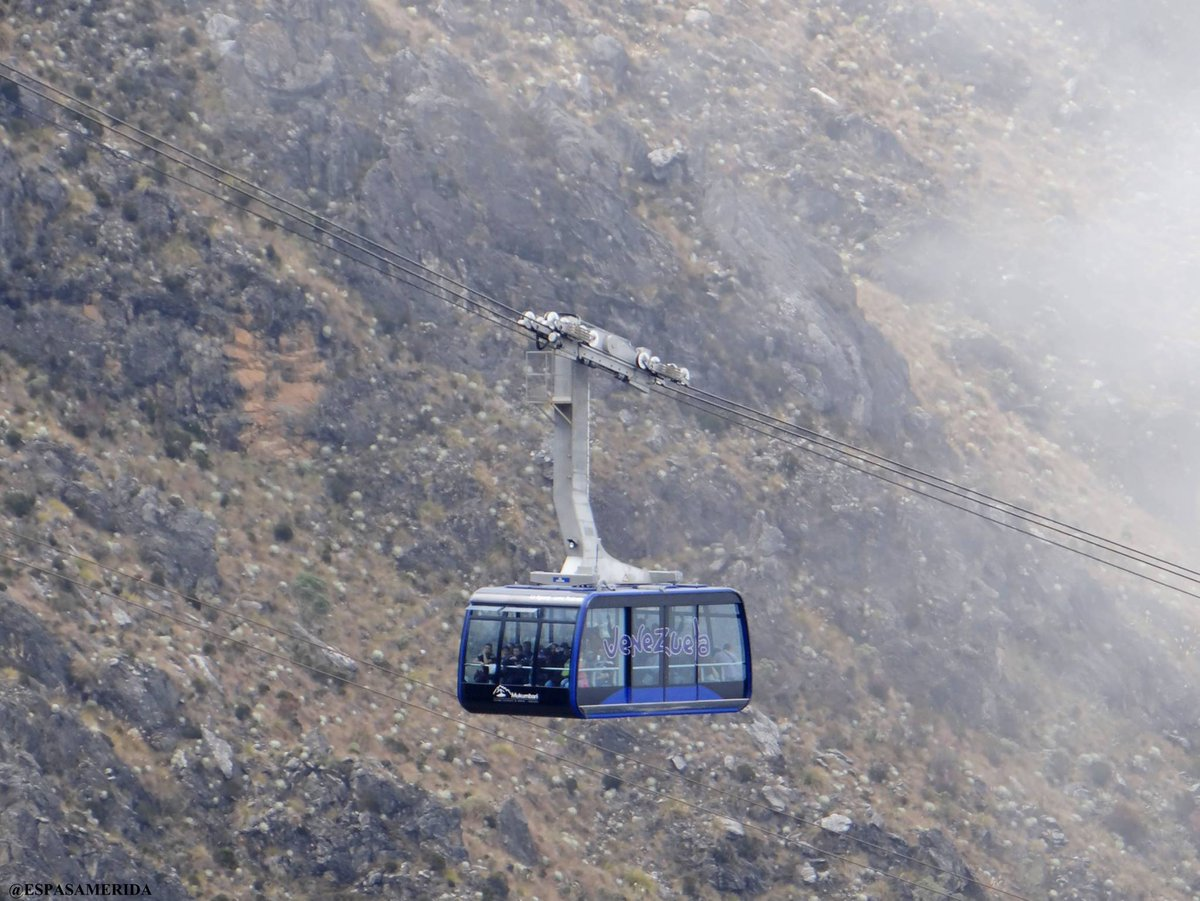
Una delle 8 nuove cabine in servizio sull'impianto
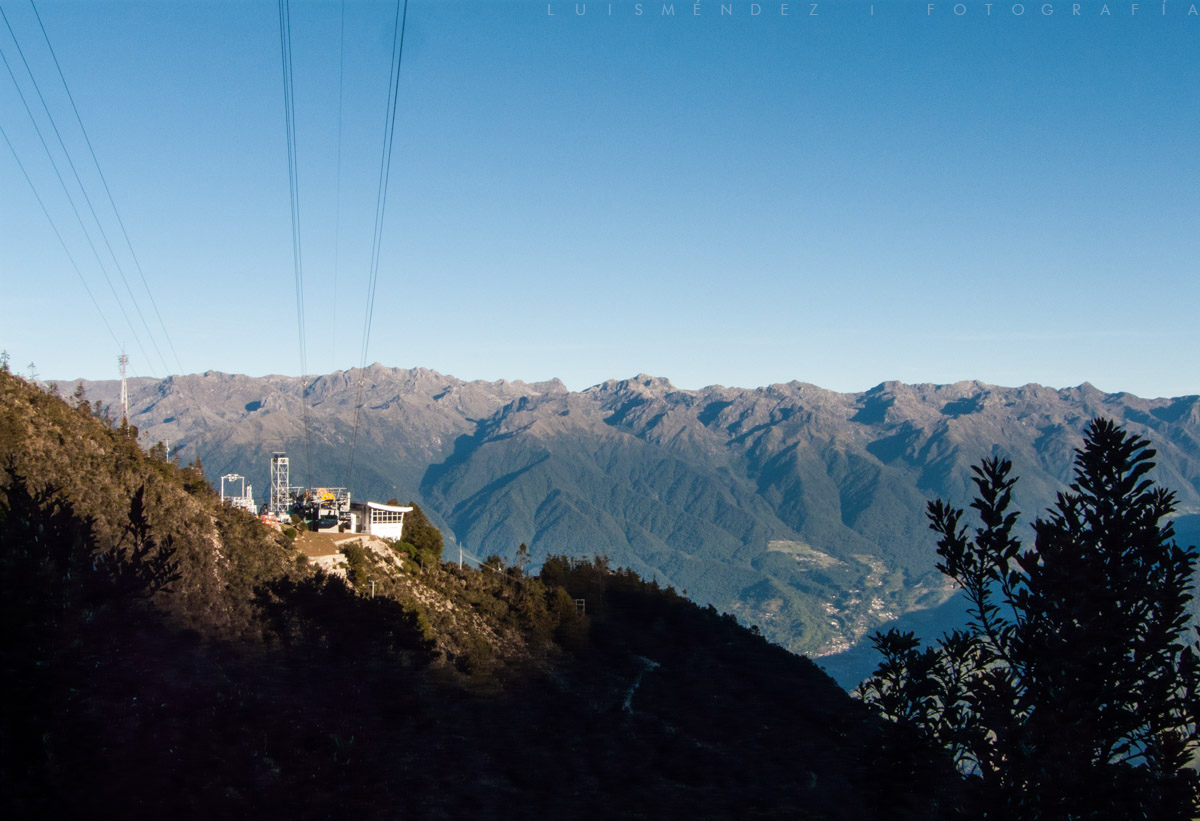
Veduta della stazione di La Aguada
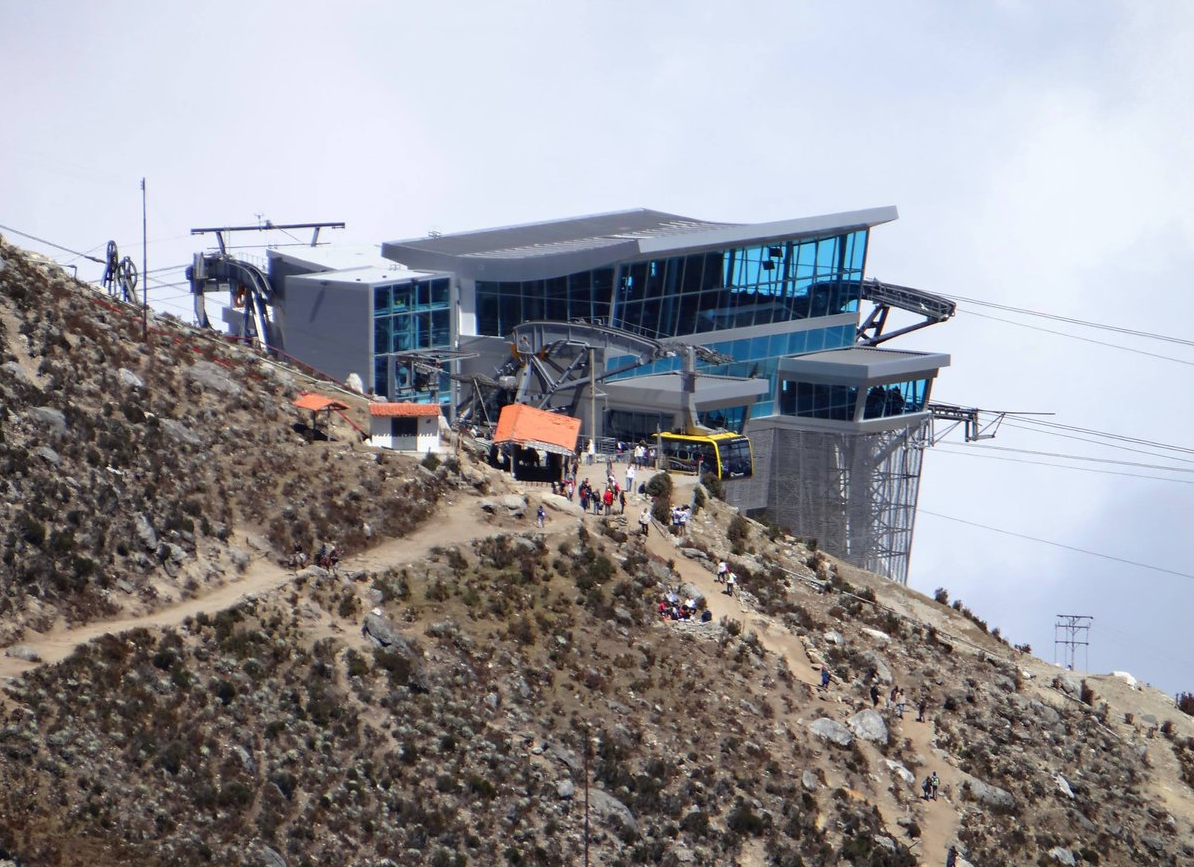
Veduta della rinnovata stazione di Loma Redonda
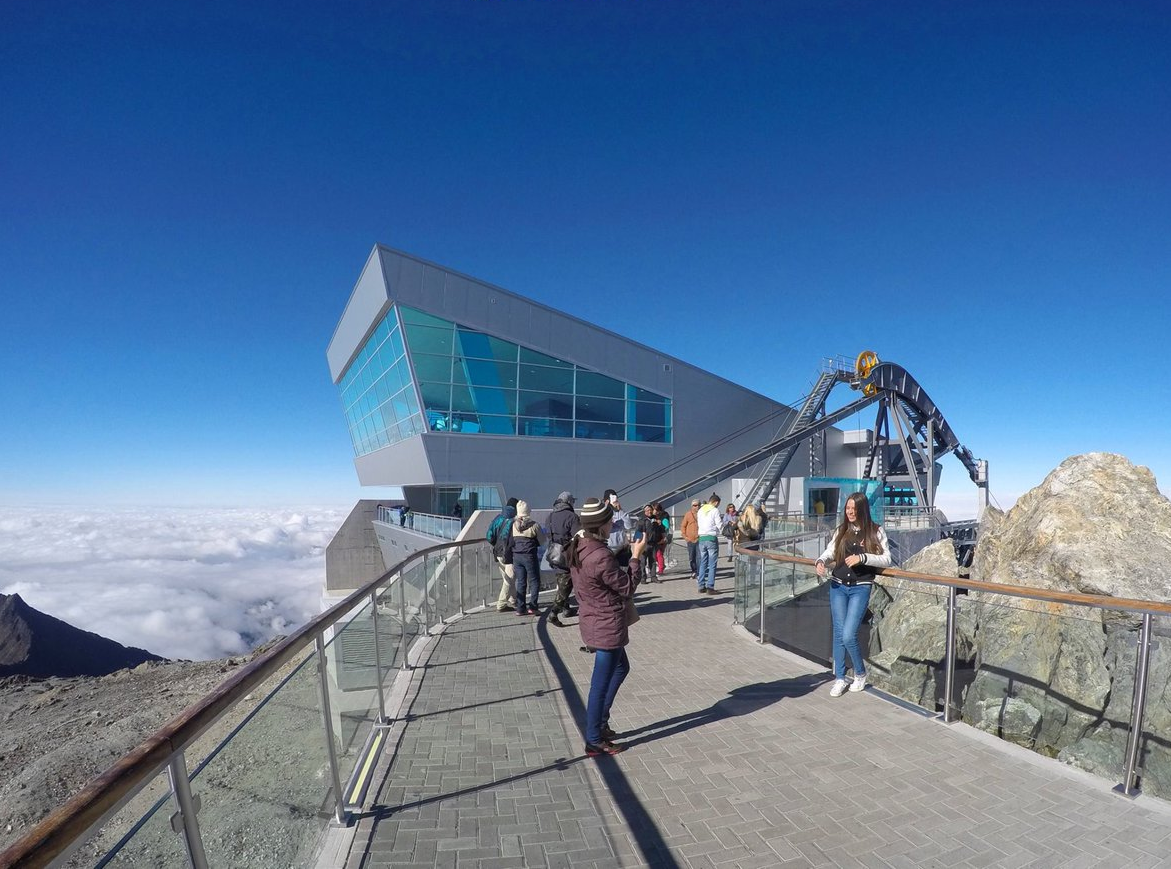
Veduta della rinnovata stazione di Pico Espejo
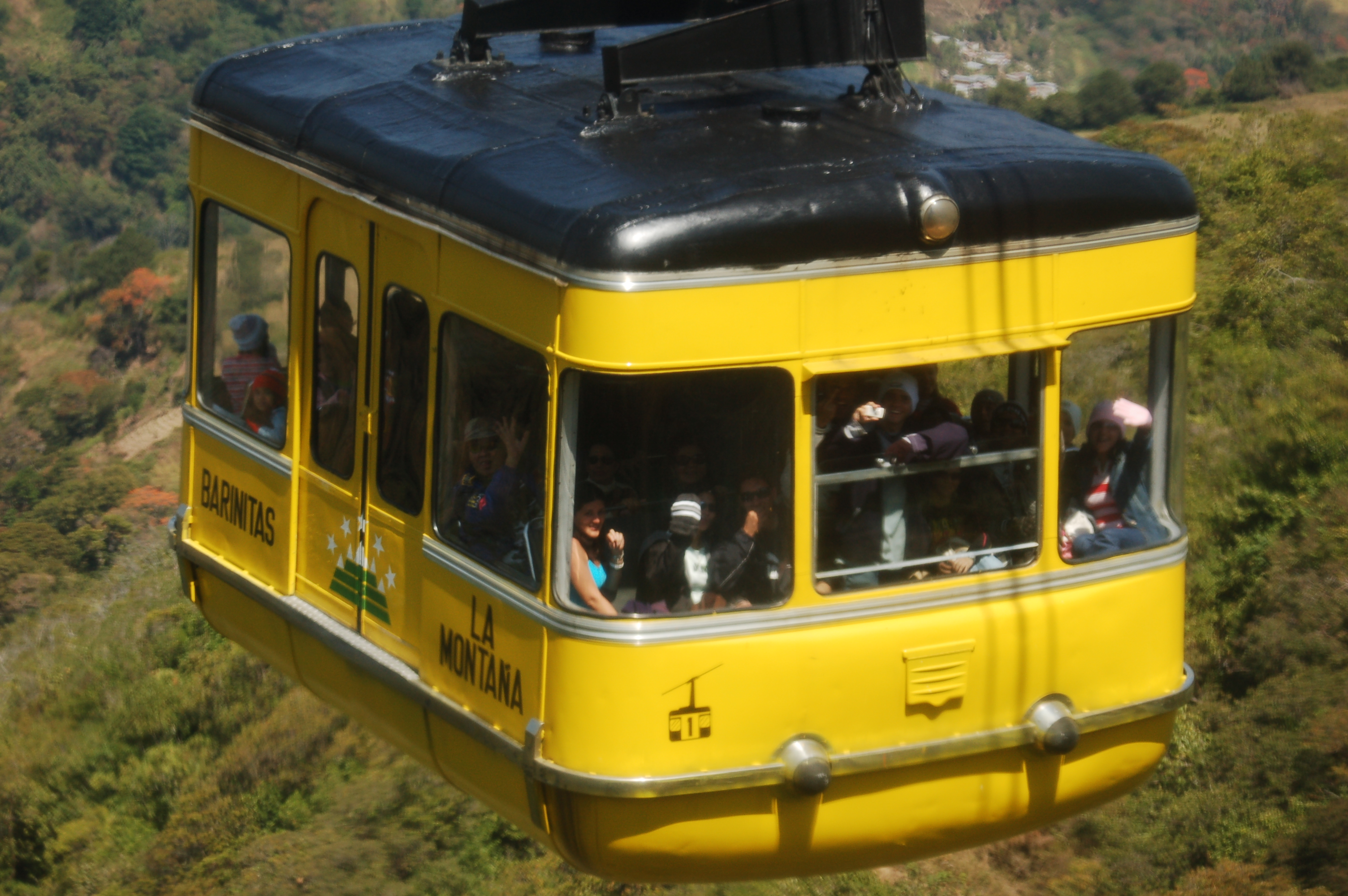
Immagine di una delle vecchie cabine in servizio fino al 2008
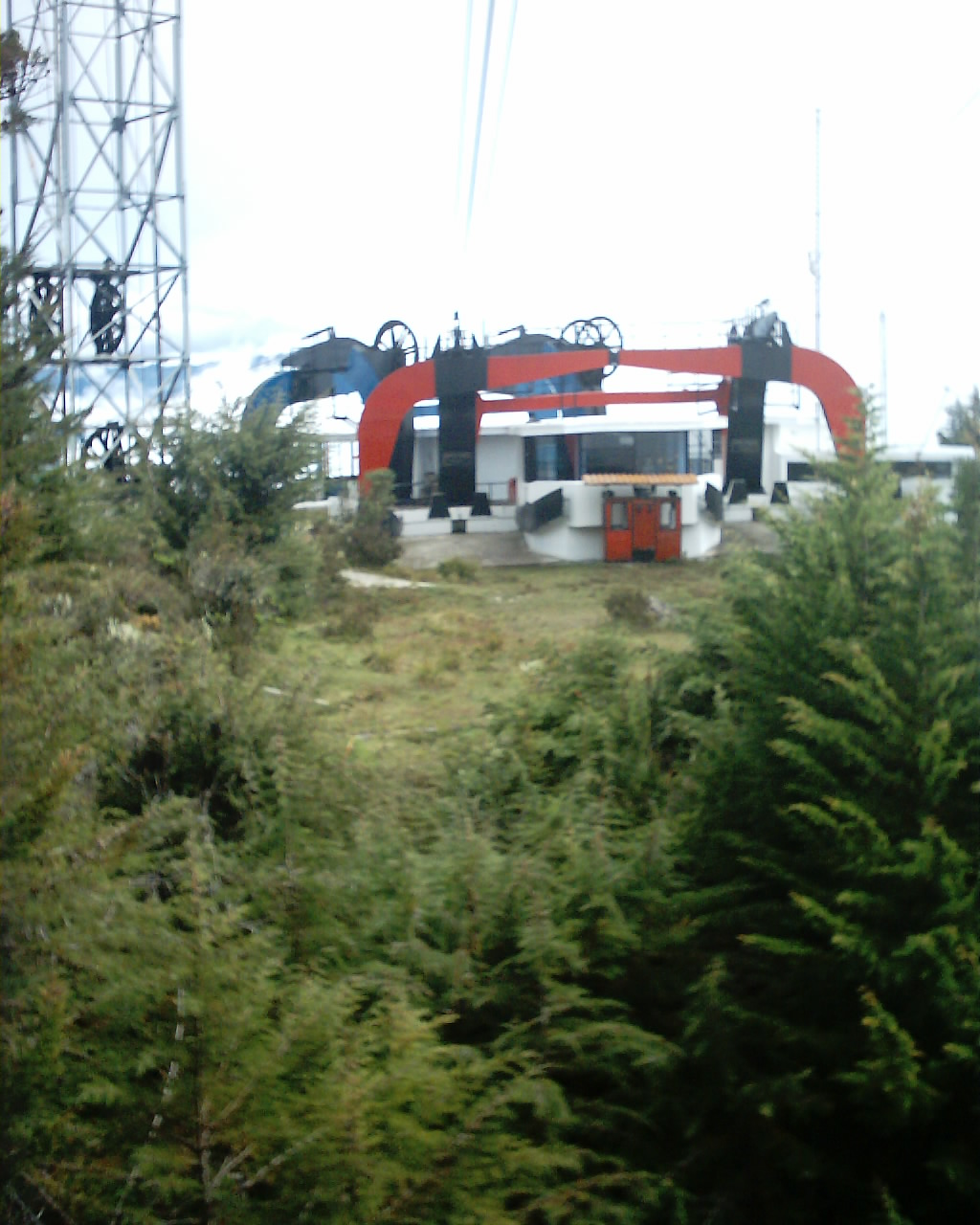
La vecchia stazione di La Aguada